# Troy Tanner
Troy Richard Tanner (Los Angeles, 31 de outubro de 1963) é um ex-jogador de voleibol dos Estados Unidos que competiu nos Jogos Olímpicos de 1988.
Em 1988, ele fez parte do time americano que conquistou a medalha de ouro no torneio olímpico, no qual atuou em seis partidas.